# Tomasz Józefacki
Tomasz Józefacki (ur. 5 maja 1980 w Lublinie) – polski siatkarz, grający na pozycji atakującego.

## Kariera

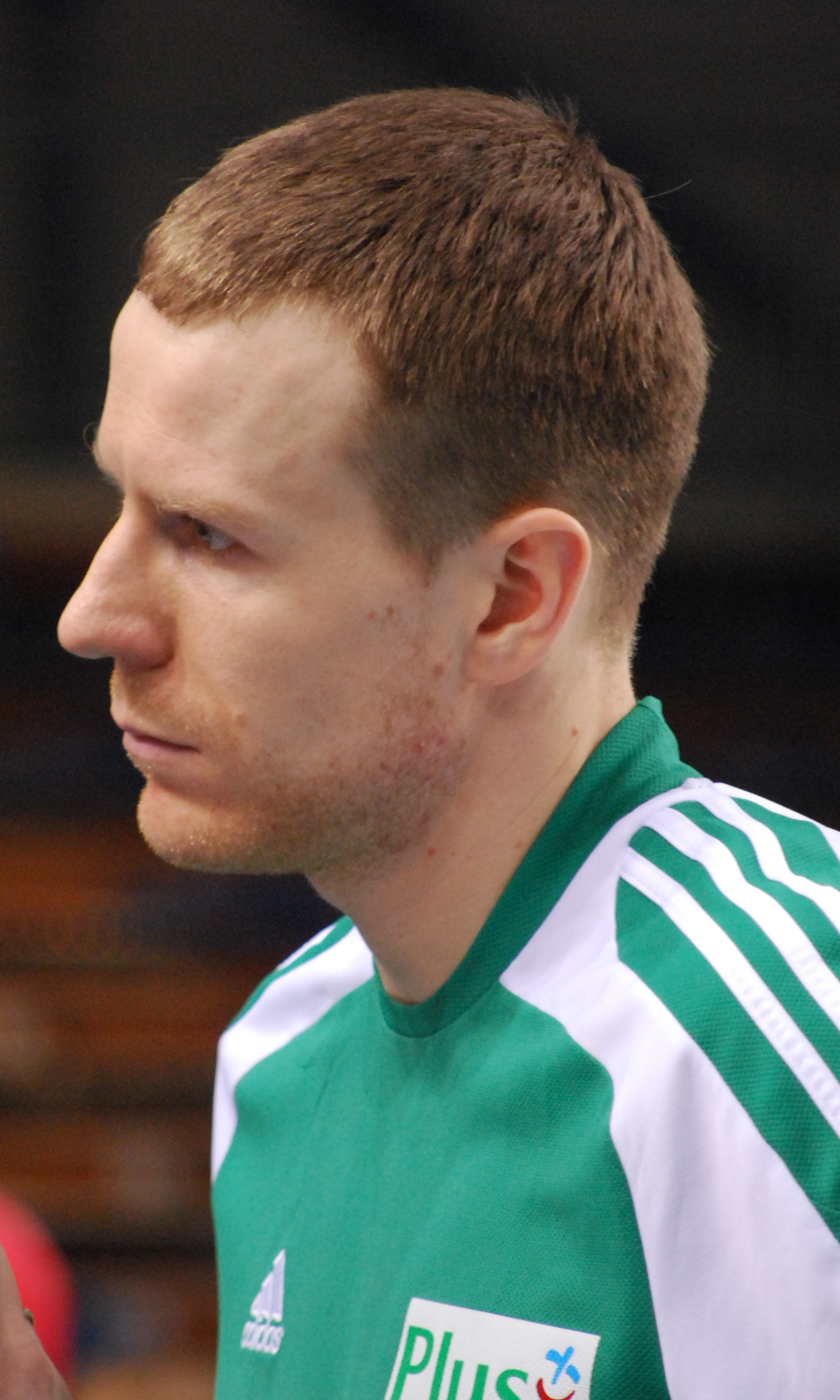
Tomasz Józefacki zawodnikiem AZS-u UWM Olsztyn w sezonie 2009/2010

Tomasz Józefacki od 1997 do 2004 reprezentował Avię Świdnik.
W 2004 roku przeniósł się do Rzeszowa rozpoczynając grę w Resovii Rzeszów, która awansowała do Plus Ligi. Po czterech latach i doskonałej grze w Asseco, w 2008 r. podpisał kontrakt z AZS UWM Olsztyn na kolejne 2 lata.
W sezonie 2010/2011 powrócił do Rzeszowa i zdobył brązowy medal Mistrzostw Polski, będąc kapitanem drużyny.
Sezon 2011/2012 rozpoczął w barwach greckiego zespołu Panathinaikos AO., a następnie grał dla francuskiego zespołu Narbonne Volley.
2012/2013 to sezon spędzony w barwach klubu Effektor Kielce.
W sezonie 2013/2014 miał reprezentować barwy AZS-u Olsztyn, jednak jeszcze w trakcie okresu przygotowawczego przed rozpoczęciem rozgrywek jego kontrakt z klubem został rozwiązany.
W sezonie 2014/2015 reprezentował barwy czeskiego klubu VK Euro Sitex Pribram, został okrzyknięty najlepszym atakującym i punktującym ligi czeskiej.
W sezonie 2015/2016 zawodnik TSV Sanok.
Sezon 2016/2017 sprawdzał się jako grający trener zespołu Neobus Raf-Mar Niebylec.
Od 2017 roku związany z drugoligowym klubem Extrans Sędziszów Małopolski, gdzie prowadząc drużynę jako trener w 2020 roku, zajmuje 3. miejsce w tabeli.

## Sukcesy klubowe
PlusLiga:
- 2011